# ميدان عليا
ميدان عليا هي قرية في مقاطعة خوي، إيران. يقدر عدد سكانها بـ 38 نسمة بحسب إحصاء 2016.